# Odalisque assise
Odalisque assise est un tableau réalisé par le peintre français Henri Matisse en 1926. Appartenant à la série des Odalisques, cette huile sur toile représente une odalisque assise, les jambes repliées sur un fauteuil vert et jaune, devant un fond bleu décoré. Du rouge aux lèvres, la jeune femme y est figurée vêtue d'un pantalon vert et d'un haut transparent laissant voir ses seins. L'œuvre fait partie des collections du Metropolitan Museum of Art de New York depuis un don en 1962.